# 행성지질학

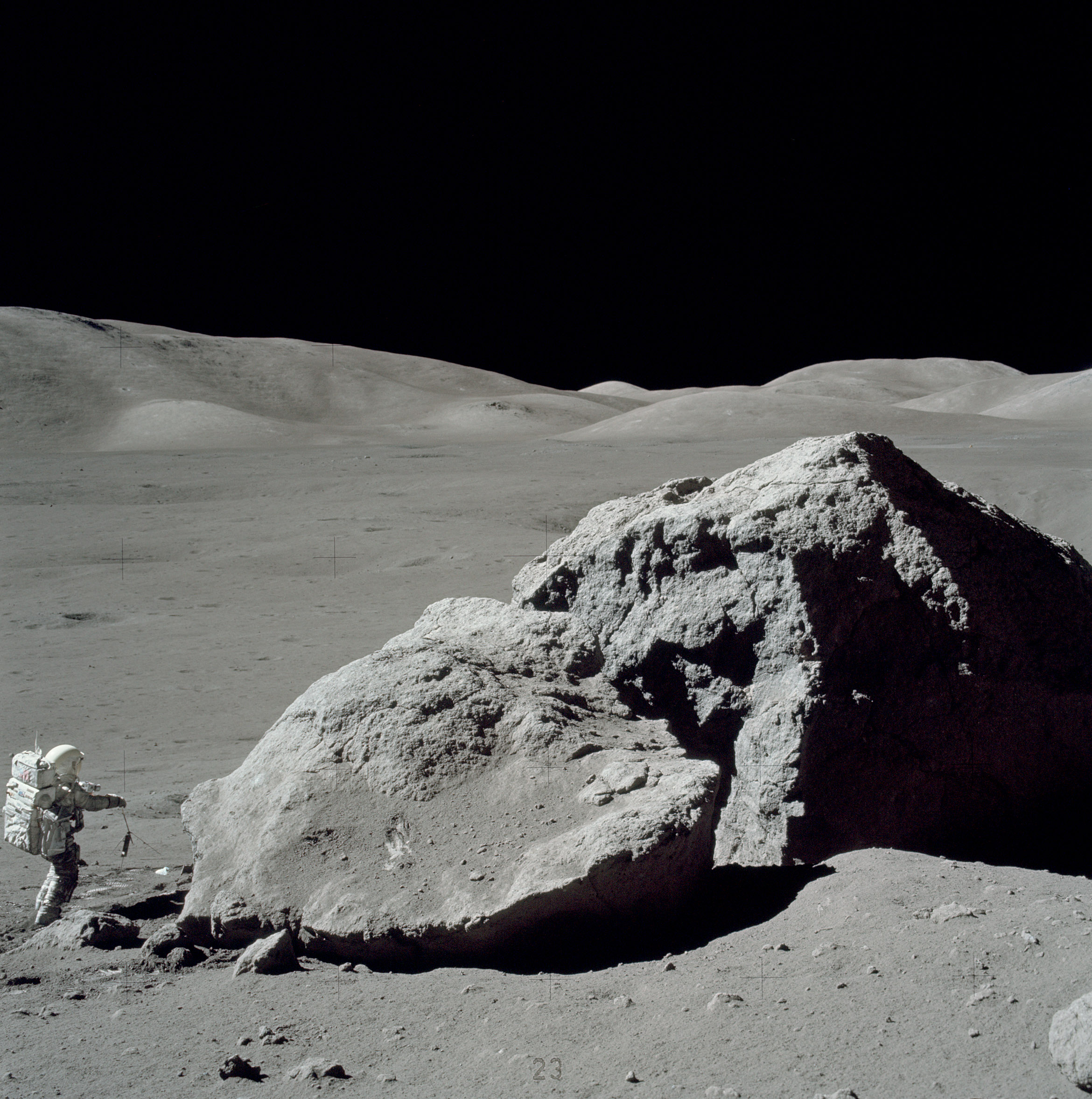
1972년 12월, 아폴로 17호 임무 중 지질학자 해리슨 슈미트가 월석을 채취하는 모습.

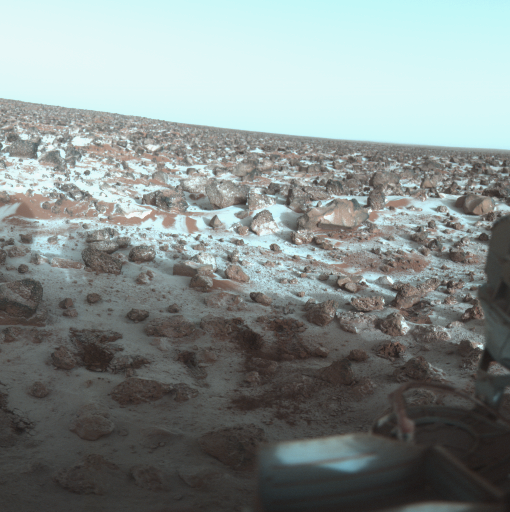
1977년 12월 9일 바이킹 2호가 위색으로 촬영한 화성 표면.

행성지질학(Planetary geology), 우주지질학(Astrogeology), 외계지질학(Exogeology)은 행성, 위성, 소행성, 혜성, 운석 등 천체의 지질학을 연구하는 행성과학의 분야로, 직접적으로 지구와 관련되지는 않았지만 기존 지질학과의 연관성과 연상의 편리성을 이유로 지구를 뜻하는 지(地)가 이름에 포함되었다. 행성지질학의 연구 분야는 천체의 구성 성분, 구조, 지질학적 역사이다.
행성지질학에서는 주로 충돌구의 형성, 풍식, 화산 활동 등을 연구함으로서 지구형 행성의 내부 구조를 추정하며, 거대 기체 행성과 위성, 소행성, 카이퍼대 천체, 혜성 등도 연구 범주에 포함된다. 행성지질학은 넓은 범위에서 지구과학에 포함되며, 지구물리학과 지구화학 등 관련 분야의 내용을 응용하여 사용하기도 한다.

## 역사
1960년대 초 유진 슈메이커는 행성지리학에 지질학 이론을 도입하여, 미국 지질조사국의 행성과학 지부 내에 행성지질학 지부를 만들었으며, 충돌구, 소행성, 혜성 등의 연구에도 기여하여, 흔히 행성지리학의 창시자로 불린다.

## 도구
행성지질학에서도 망치, 삽, 붓 등 지질학에서 흔히 사용하는 도구를 사용한다. 여기에 더해, 지구의 망원경이나 우주 망원경이 촬영한 사진을 이용해, 산, 골짜기, 충돌구 등 표면 지형을 연구하기도 한다.

## 지질 구조 목록
행성지질학에서는 지질 구조의 이름에 대략적인 표준화를 거친 명칭을 사용하고 있다. 모든 천체의 지질 구조 이름은 국제천문연맹의 승인을 거쳐야 한다. 이름을 정하는 관행은 보통 위치한 행성을 우선시하지만, 모든 천체에 적용되는 총괄적인 기준도 존재한다. 역사적으로 계속 사용되어 온 이름도 일부 있지만, 현대에 와서 발견되는 지형은 국제천문연맹 행성계 명명 실무단에서 허가를 받아야 이름을 붙일 수 있다. 고화질 사진이 촬영되며 지명이 바뀔 수도 있으며, 기존에 널리 쓰이던 이름이 변하기도 한다. 지질 구조의 이름은 해당 지형의 형성 과정에 대해 고려하지 않고, 모양만을 나타내게끔 정하고 있다.
| 지형          | 원어명                                                    | 설명                                                                                    | 기호 |
| ------------- | --------------------------------------------------------- | --------------------------------------------------------------------------------------- | ---- |
| 반사율 지형   | Albedo feature 알베도 지형[*]                             | 주변 지형보다 밝기(반사율)가 차이나는 지형.                                             | AL   |
| 아치          | arcus 아르쿠스[*], arcūs 아르쿠스[*]                      | 아치 모양으로 굽은 지형.                                                                | AR   |
| 별무리        | astrum 아스트룸[*], astra 아스트라[*]                     | 금성에 있는 방사형 지형.                                                                | AS   |
| 사슬형 충돌구 | catena 카테나[*]                                          | 충돌구가 사슬 모양으로 늘어서 있는 지형.                                                | CA   |
| 동굴          | cavus 카부스[*], cavi 카비[*]                             | 속이 비고 불규칙한, 가파른 함몰 지형으로, 보통 여러 개가 뭉쳐서 나타남.                 | CB   |
| 혼란 지형     | chaos 카오스[*]                                           | 땅이 부서지거나 뒤죽박죽 배열된 영역.                                                   | CH   |
| 대계곡        | chasma 카스마[*], chasmata 카스마타[*]                    | 깊고 길쭉하며 가파른 협곡.                                                              | CM   |
| 언덕          | colles 콜레스[*]                                          | 작은 언덕이나 혹.                                                                       | CO   |
| 코로나        | corona 코로나[*]                                          | 타원형 지형으로, 금성과 미란다에서만 사용.                                              | CR   |
| 충돌구        | crater 크레이터[*]                                        | 충돌사건으로 형성된 원형 함몰 지형.                                                     | AA   |
| 습곡          | dorsum 도르숨[*], dorsa 도르사[*]                         | 간혹 링클 리지라고도 부르는 협곡.                                                       | DO   |
| 폭발 중심     | Eruptive center                                           | 이오의 활화산을 가리키는 포괄적인 용어.                                                 | ER   |
| 백반          | facula 파쿨라[*], faculae 파쿨라이[*]                     | 밝은 반점.                                                                              | FA   |
| 파룸          | farrum 파룸[*], farra 파라[*]                             | 금성의 팬케이크 돔 또는 비슷하게 생긴 지형의 총칭.                                      | FR   |
| 굴곡          | flexus 플렉수스[*], flexūs 플렉수스[*]                    | 부채꼴 모양을 띈, 낮은 곡선으로 이루어진 능선.                                          | FE   |
| 물결          | fluctus 플룩투스[*], fluctūs 플룩투스[*]                  | 금성, 이오, 타이탄에서 사용하는, 액체의 방출에 의해 덮힌 지형.                          | FL   |
| 강            | flumen 플루멘[*], flumina 플루미나[*]                     | 타이탄에 있는, 액체가 있을 것으로 추정하는 협곡.                                        | FM   |
| 도랑          | fossa 포사[*], fossae 포사이[*]                           | 길고 얕으며 좁은 함몰 지형.                                                             | FO   |
| 해협          | fretum 프레툼[*], freta 프레타[*]                         | 타이탄에서만 사용하는, 두 액체 지역을 연결하는 좁은 지형.                               | FT   |
| 섬            | insula 인술라, insulae 인술라이[*]                        | 타이탄에서만 사용하는, 액체에 둘러싸인 땅 또는 땅의 집합.                               | IN   |
| 낙하물        | labes 라베스[*]                                           | 파편의 떨어진 형태로, 화성에서 사용함.                                                  | LA   |
| 미궁          | labyrinthus 라비린투스[*], labyrinthi 라비린티[*]         | 여러 협곡과 절벽이 만나는 복잡한 지형.                                                  | LB   |
| 구덩이        | lacuna 라쿠나[*], lacunae 라쿠나이[*]                     | 보통 타이탄에서만 사용하는, 마른 분지처럼 보이는 불규칙한 함몰 지형.                    | LU   |
| 호수          | lacus 라쿠스[*], lacūs 라쿠스[*]                          | 달, 화성, 타이탄의 작고 어두운 평원.                                                    | LC   |
| 착륙지        | 착륙지                                                    | 아폴로 착륙지 및 착륙지의 근처.                                                         | LF   |
| 다환 충돌구   | 다환 충돌구                                               | 충돌구와 비슷하나 고리가 여럿 있는 지형.                                                | LG   |
| 렌즈          | Lenticula 렌티쿨라[*], lenticulae 렌티쿨라이[*]           | 유로파에 있는 작고 검은 반점.                                                           | LE   |
| 선            | Linea 리네아[*], lineae 리네아이[*]                       | 길게 늘어진 지형.                                                                       | LI   |
| 흑점          | macula 마쿨라[*], maculae 마쿨라이[*]                     | 검은 반점.                                                                              | MA   |
| 바다          | mare 마레[*], maria 마리아[*]                             | 달, 화성, 타이탄에 있는, 넓은 면적에 펼쳐진 검고 둥근 평원.                             | ME   |
| 메사          | mensa 멘사[*], mensae 멘사이[*]                           | 주변이 절벽으로 둘러싸인 평평한 지형.                                                   | MN   |
| 산            | mons 몬스[*], montes 몬테스[*]                            | 몬스는 산에, 몬테스는 산맥에 사용한다.                                                  | MO   |
| 대양          | oceanus 오케아누스[*]                                     | 광대하고 어두운 평원. 현재까지 폭풍의 대양에만 사용하는 용어이다.                       | OC   |
| 늪            | palus 팔루스[*], paludes 팔루데스[*]                      | 달과 화성의 작은 평원.                                                                  | PA   |
| 파테라        | patera 파테라[*], paterae 파테라이[*]                     | 부채꼴 모양으로 펼쳐진 불규칙한 충돌구로, 보통 화산 꼭대기의 원형 함몰 지형에 사용한다. | PE   |
| 분지          | planitia 플라니티아[*], planitiae 플라니티아이[*]         | 고도가 낮은 평지.                                                                       | PL   |
| 고원          | planum 플라눔[*], plana 플라나[*]                         | 고도가 높은 평원.                                                                       | PM   |
| 기둥          | plume 플루메[*] (영어: plume 플룸[*])                     | 과거 트리톤의 얼음화산에 사용하였으나, 현재 사용하지 않는 용어이다.                     | PU   |
| 곶            | promontorium 프로몬토리움[*], promontoria 프로몬토리아[*] | 다른 지형에 비해 돌출된 지형.                                                           | PR   |
| 지역          | regio 레기오[*], regiones 레기오네스[*]                   | 주변 지형과 반사율, 색상 차이로 구별되는 넓은 지형.                                     | RE   |
| 그물          | reticulum 레티쿨룸[*], reticula 레티쿨라[*]               | 주로 금성에서 사용하는, 그물 모양 지형.                                                 | RT   |
| 틈            | rima 리마[*], rimae 리마이[*]                             | 주로 달에서 사용하는, 균열 모양 지형.                                                   | RI   |
| 절벽          | rupes 루페스[*]                                           | 가파른 비탈 지형.                                                                       | RU   |
| 위성 지형     | Satellite feature                                         | 주변 지형과 연관되어 이름이 같은 지형.                                                  | SF   |
| 암초          | scopulus 스코풀루스[*], scopuli 스코풀리[*]               | 불규칙한 급경사 지형.                                                                   | SC   |
| 뱀            | serpens 세르펜스[*], serpentes 세르펜테스[*]              | 구불구불하고 길게 늘어선 지형을 따라 상하 요철이 있음.                                  | SE   |
| 만            | sinus 시누스[*]                                           | 달, 화성, 타이탄에 있는 작은 평원.                                                      | SI   |
| 홈            | sulcus 술쿠스[*], sulci 술키[*]                           | 준평행하게 놓인 고랑 및 등성이.                                                         | SU   |
| 대지          | terra 테라[*], terrae 테라이[*]                           | 규모가 큰 땅덩이.                                                                       | TA   |
| 판            | tessera 테세라[*], tesserae 테세라이[*]                   | 타일과 유사한, 다각형 모양 지형.                                                        | TE   |
| 돔            | tholus 톨루스[*], tholi 톨리[*]                           | 지붕이 둥근 산 또는 언덕.                                                               | TH   |
| 사구          | undae 운다이[*]                                           | 모래언덕. 주로 금성, 화성, 타이탄에서 사용한다.                                         | UN   |
| 계곡          | vallis 발리스[*], valles 발레스[*]                        | 계곡 또는 협곡.                                                                         | VA   |
| 광야          | vastitas 바스티타스[*], vastitates 바스티타테스[*]        | 광대한 평원. 현재까지 바스티타스 보레알리스에만 사용하고 있는 용어이다.                 | VS   |
| 가지          | virga 비르가[*], virgae 비르가이[*]                       | 주변과 색이 다른 줄. 주로 타이탄에서 사용한다.                                          | VI   |

## 천체별 지질학
- 수성의 지질학
- 화성 지질학

## 같이 보기
- 우주생물학
- 외계 행성
- 행성 거주가능성